# نصف لورل

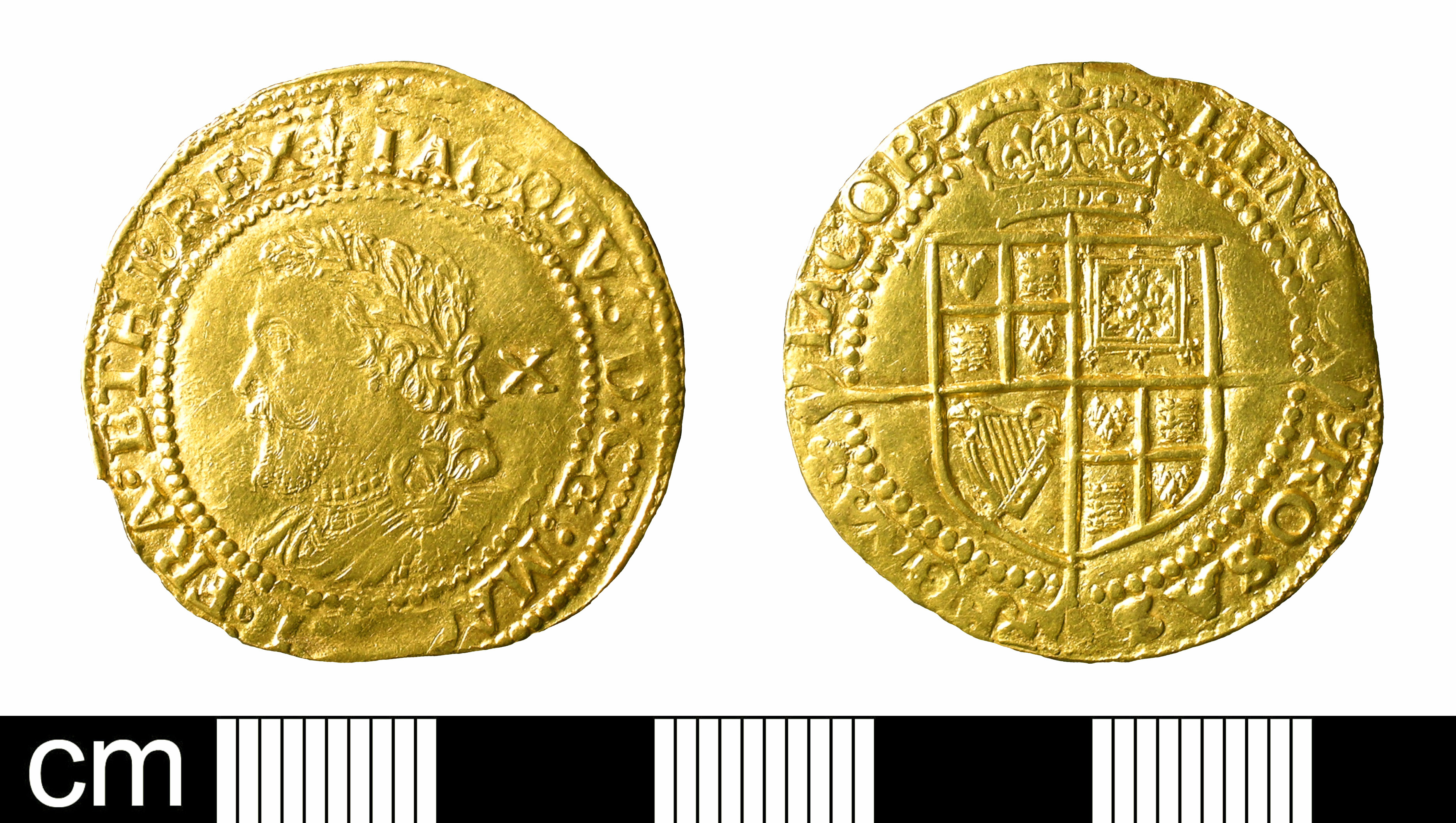
نصف لورال جيمس الأول 1623 أو 1624

نصف لورل أو الغار عملة معدنية تابعة لمملكة إنجلترا سكت بين عامي 1619 و1625 بقيمة عشرة شلنات (نصف جنيه أو نصف غار).
كان نصف الغار ثالث عملة ذهبية إنجليزية بقيمة عشرة شلنات صدرت في عهد الملك جيمس الأول. وقد سُميت نسبةً إلى الغار الذي يُصوَّر الملك وهو يرتديه على رأسه لكنها أقل جودةً وأسلوبًا بكثير من نصف الجنيه والتاج المزدوج اللذين سبقاها. أنتجت هذه العملة خلال فترة سك العملة الثالثة في عهد جيمس الأول (1619 – 1625). أنتجت جميع العملات المعدنية في برج سك العملة في مدينة لندن.
قدم نصف الغار ليحل محل التاج المزدوج لعام 1604 والذي كانت قيمته الأولية عشرة شلنات ولكن قاموا بزيادة قيمته إلى أحد عشر شلنًا في عام 1612 بسبب القيمة المتزايدة للذهب؛ إذ كان هناك شعور بالحاجة إلى عملة معدنية بقيمة عشرة شلنات في التداول مرة أخرى.
الملك ينظر إلى يسار العملة وله القيمة X لـ "10 شلنات" على اليمين خلف رأس الملك. يقرأ النقش الموجود على الوجه الأمامي IACOBUS DG MAG BRI FRA ET HIB REX – جيمس بنعمة الله ملك بريطانيا العظمى وفرنسا وأيرلندا – بينما يظهر الوجه الخلفي صليبًا طويلًا فوق درع متوج بشعارات البلدان الأربعة والنقش HENRIC ROSAS REGNA IACOB[US] – هنري [يونايتد] الورود جيمس الممالك.